# 마쓰다이라 요리히로 (1703년)
마쓰다이라 요리히로(일본어: 松平頼寛, 1703년 3월 23일 ~ 1763년 12월 2일)는 일본 에도 시대의 다이묘로, 모리야마번의 제2대 번주이다. 관위는 종4위하, 다이가쿠노카미, 시종이다.
모리야마 번의 2대 번주 마쓰다이라 요리사다의 셋째 아들로 태어났다. 적자였던 형 요리히사가 폐적되자, 대신 적자가 되었다. 1743년, 아버지가 은거함에 따라 번주직을 계승하였다. 1747년에 적자인 둘째 아들 요리아쓰가 요절하자, 셋째 아들 요리아키라가 후계자가 되었다. 1763년에 사망하였고, 요리아키라가 번주직을 계승했다.
| 전임 마쓰다이라 요리사다 | 제2대 모리야마번 번주 1743년 ~ 1763년 | 후임 마쓰다이라 요리아키라 |